# Cinq Enfants et moi
Pour plus de détails, voir Fiche technique et Distribution.
Cinq Enfants et moi (Five Children and It) est un film américano-franco-britannique réalisé par John Stephenson, sorti en 2004. C'est l'adaptation du roman anglais Une drôle de fée d'Edith Nesbit paru en 1902. En 2012, Jacqueline Wilson reprend le même argument et publie Four Children and it qui donnera lieu à une adaptation cinématographique en 2020 : Quatre Enfants et moi.
Le film est sorti en France le 20 octobre 2004.

## Fiche technique
- Titre : Cinq Enfants et moi
- Titre original : Five Children and It
- Réalisation : John Stephenson
- Scénario : David Solomons d'après le roman de Edith Nesbit
- Musique : Jane Antonia Cornish
- Photographie : Mike Brewster
- Montage : Michael Ellis
- Production : Samuel Hadida, Lisa Henson et Nick Hirschkorn
- Société de production : Sandfairy, Capitol Films, Endgame Entertainment, Feel Films et Jim Henson Productions
- Société de distribution : Metropolitan Filmexport (France)
- Pays :  Royaume-Uni,  États-Unis et  France
- Genre : Aventures, fantastique
- Durée : 89 minutes
- Dates de sortie : 
  -  Royaume-Uni : 15 octobre 2004
  -  France : 20 octobre 2004

## Distribution
- Tara Fitzgerald (VF : Déborah Perret) : la mère
- Freddie Highmore (VF : Kévin Sommier) : Robert
- Eddie Izzard (VF : Gérard Rinaldi) : le génie des sables
- Kenneth Branagh (VF : Patrick Poivey) : l'oncle Albert
- Alex Jennings (VF : Guy Chapellier) : Le père
- Jonathan Bailey (VF : Olivier Martret) : Cyril
- Jessica Claridge (VF : Florine Orphelin) : Anthea
- Poppy Rogers (VF : Joséphine Ropion) : Jane
- Zoë Wanamaker (VF : Annie Sinigalia) : Martha
- John Sessions : Peasemarsh
- Norman Wisdom : Nesbitt

 Source et légende : version française (VF) sur RS Doublage et sur Voxofilm